# 高島章貞
高島 章貞（たかしま しょうてい/あきさだ、1804年 - 1869年）は、江戸時代の医師、桂園派歌人、幕末の志士。幼名を挹武、字を以徳、歌人としては星園と号した。

## 来歴
- 1804年（文化元年） - 信濃国安曇郡等々力町村（千国街道穂高宿）に医師、高島東水（上田藩士・桂如風からの養子、諱は玄潤）の次男として生まれる。祖父の祐慶（政忠）の代から穂高で医業を営む。
- 1810年（文化7年） -　幼くして学問の才覚を見出され、6歳で上洛し、桂園派歌人香川景恒（香川景樹の子、東塢亭と号す）の「東塢塾（とううじゅく）」に学ぶ。
- 1817年（文化14年） - 上高地の穂高神社奥社に参詣し、『穂高嶽記』を著す。
- 1837年（天保8年） - 師の香川景恒の命により、同郷歌人の内山真弓等と関東に桂園派歌風を敷衍することを目的として江戸出府。父とともに京橋にて医業を開業。江戸在住時に開国派の佐久間象山等のほか、多くの尊王攘夷派の志士とも交わり、自らも倒幕の意を固める
- 1844年（天保15年） - 帰郷し、実家で医業を継ぐ傍ら、寺子屋「星園塾」を興す。
- 1854年（嘉永7年） - 幕命により藩主が外国船入港に対する港湾の警備を命じられると、医術を持って従軍することを願い出るが、士族籍でないことを理由に固辞される。同年、象山から得た洋学の素養を基に『俗通あめりか伝』を著す。
- 1858年（安政5年） - 穂高神社に関する歴史的考察をまとめた「穂高神社考」と「穂廟精考」を含む『寒郷炉譚』を完稿させる。現在は穂高神社境内に筆塚が残る。
- 1861年（文久元年） - 桂園派歌人として『星園和歌集』を著す。
- 1869年（明治2年） - 西園寺公望の命令により明治新政府樹立のために上洛するが、近江国水口宿で毒殺される。

## 関連書籍
- 『高嶋章貞述 俗通あめりか伝 原文』穂高古文書勉強会 2012年
- 『高嶋章貞述 俗通あめりか伝 解読文』穂高古文書勉強会 2012年